# Kristjan Kärber
Kristjan Kärber (ros. Кристьян Августович Кярбер, ur. 14 maja 1908 w Parnawie, zm. 20 stycznia 1977 w Tallinnie) – radziecki i estoński pracownik przemysłu budowlanego, przodownik pracy, polityk, Bohater Pracy Socjalistycznej (1958).

## Życiorys
Urodził się w estońskiej rodzinie robotniczej. Od 1921 pracował na budowach jako murarz, tynkarz oraz w szkole rzemieślniczej jako majster. W 1941 po ataku Niemiec na ZSRR został ewakuowany do Krasnouralska, a w styczniu 1942 powołany do Armii Czerwonej, brał udział w wojnie z Niemcami. Służył w kompanii sanitarnej 27 pułku piechoty 7 Estońskiej Dywizji Piechoty w stopniu gefrajtera, walczył na Froncie Kalinińskim, 2 Nadbałtyckim i Leningradzkim, w listopadzie 1943 został członkiem WKP(b). Wyróżnił się w walce 17 września 1944 nad rzeką Avijogi, gdy pod ostrzałem wroga przeprawił na drugi brzeg obóz sanitarny i zabezpieczył ewakuację rannych na tyły, a podczas walki k. wioski Avinurme znalazł magazyn z pozostawionymi przez wroga lekarstwami i dostarczył go w stanie nienaruszonym pułkowemu punktowi medycznemu. Za zasługi bojowe został odznaczony medalem. Po demobilizacji pracował jako malarz, tynkarz i murarz w Tallinie, w 1954 został brygadzistą brygady murarzy trustu Tallinstroj. Za bardzo sumienne wykonywanie obowiązków, wyróżnianie się w pracy i wybitne osiągnięcia w budownictwie i przemyśle materiałów budowlanych otrzymał tytuł Bohatera Pracy Socjalistycznej. W budownictwie pracował do przejścia na emeryturę w 1962. Był członkiem KC KPE, deputowanym do Rady Najwyższej ZSRR 4 i 5 kadencji, członkiem Komitetu Miejskiego KPE w Tallinie i Rady Związków Zawodowych Estońskiej SRR. W 1961 był delegatem na XXII Zjazd KPZR. Miał tytuł Zasłużonego Budowniczego Estońskiej SRR. W 1972 otrzymał honorowe obywatelstwo Tallina. Został pochowany na cmentarzu Metsakalmistu.

## Odznaczenia
- Medal Sierp i Młot Bohatera Pracy Socjalistycznej (9 sierpnia 1958)
- Order Lenina (9 sierpnia 1958)
- Order Czerwonego Sztandaru Pracy (dwukrotnie, 20 lipca 1950 i 6 grudnia 1957)
- Medal „Za zasługi bojowe” (14 października 1944)

I inne.